# مستخرج
المُستخرجات هي إحدى أنواع كتب علم الحديث عند المسلمين، حيث تُعنى هذه الكتب بأحاديث رسول الله التي وردت في كتبٍ أخرى، فتأتي بها بغير سند.
يُعد علم الحديث من أكثر العلوم التي اهتم بها المسلمون، لذلك أنشأوا له فروعًا مختلفة، بل وزادوا على ذلك أنَّه حتى الأحاديث ذات الإسناد الصحيح بدأوا بالبحث لها عن إسنادات أخرى، فألفوا ما يُعرف في علم الحديث بكتب المستخرجات.

## تعريف
قال العراقي: وموضوع المستخرج أن يأتي المصنف إلى صحيح أو كتاب فيخرج أحاديثه بأسانيد لنفسه من غير طريق صاحب الكتاب، فيجتمع معه في شيخه أو من فوقه.
قال السخاوي: الاستخراج أن يعمد حافظ إلى صحيح البخاري مثلًا، فيورد حديثه حديثًا حديثًا بأسانيد لنفسه غير ملتزم فيها ثقة الرواة إلى أن يلتقي في شيخه.
وجدير بالذكر أن طريقة المتقدمين في التصنيف كانت الاستخراج على أحاديث شيوخهم، وهذا ما فسر به الشيخ سعد الحميد عدم إخراج مسلم لأي حديث في صحيحه من طريق شيخه البخاري وذكر أن هذا هو تعليل الدارقطني لصنيع مسلم.

## شرطه
يشترط في المستخرج ألا يصل إلى شيخ أبعد يوصله إلى الأقرب إلا لعذرٍ من علو أو زيادة مهمة.

## توضيح
روي مسلم في صحيحه قال:
حَدَّثَنَا مُحَمَّدُ بْنُ عَبْدِ اللهِ بْنِ نُمَيْرٍ، حَدَّثَنَا أَبِي، حَدَّثَنَا عَمْرُو بْنُ عُثْمَانَ، حَدَّثَنَا مُوسَى بْنُ طَلْحَةَ، قَالَ: حَدَّثَنِي أَبُو أَيُّوبَ أَنَّ أَعْرَابِيًّا عَرَضَ لِرَسُولِ اللهِ ﷺ وَهُوَ فِي سَفَرٍ، فَأَخَذَ بِخِطَامِ نَاقَتِهِ - أَوْ بِزِمَامِهَا ثُمَّ قَالَ: يَا رَسُولَ اللهِ - أَوْ يَا مُحَمَّدُ - أَخْبِرْنِي بِمَا يُقَرِّبُنِي مِنَ الْجَنَّةِ، وَمَا يُبَاعِدُنِي مِنَ النَّارِ، قَالَ: فَكَفَّ النَّبِيُّ ﷺ، ثُمَّ نَظَرَ فِي أَصْحَابِهِ، ثُمَّ قَالَ: «لَقَدْ وُفِّقَ، أَوْ لَقَدْ هُدِيَ»، قَالَ: كَيْفَ قُلْتَ؟ قَالَ: فَأَعَادَ، فَقَالَ النَّبِيُّ صَلَّى اللهُ عَلَيْهِ وَسَلَّمَ: ((تَعْبُدُ اللهَ لَا تُشْرِكُ بِهِ شَيْئًا، وَتُقِيمُ الصَّلَاةَ، وَتُؤْتِي الزَّكَاةَ، وَتَصِلُ الرَّحِمَ، دَعِ النَّاقَةَ)).
ورواه أبو عوانة (316) في مستخرجه على صحيح مسلم فقال:
حَدَّثَنَا عَبْدُ الرَّحْمَنِ بْنُ مُحَمَّدِ بْنِ مَنْصُورٍ الْبَصْرِيُّ قَالَ: حَدَّثَنَا يَحْيَى بْنُ سَعِيدٍ الْقَطَّانُ، وَحَدَّثَنَا حَمْدَانُ بْنُ عَلِيٍّ قَالَ: حَدَّثَنَا أَبُو نُعَيْمٍ ح، وَحَدَّثَنَا الْحَسَنُ بْنُ عَفَّانَ قَالَ: حَدَّثَنَا أَبُو أُسَامَةَ، وَعُبَيْدُ اللَّهِ بْنُ مُوسَى ح، وَحَدَّثَنَا أَبُو الْبَخْتَرِيِّ قَالَ: ثنا أَبُو أُسَامَةَ كُلُّهُمْ قَالُوا: ثنا عَمْرُو بْنُ عُثْمَانَ قَالَ: سَمِعْتُ مُوسَى بْنَ طَلْحَةَ قَالَ: حَدَّثَنِي أَبُو أَيُّوبَ الْأَنْصَارِيُّ، أَنَّ أَعْرَابِيًّا عَرَضَ لِرَسُولِ اللَّهِ ﷺ وَهُوَ فِي مَسِيرٍ فَأَخَذَ بِخِطَامِ نَاقَتِهِ فَقَالَ: " يَا رَسُولَ اللَّهِ - أَوْ يَا مُحَمَّدُ - أَخْبِرْنِي مَا يُقَرِّبُنِي مِنَ الْجَنَّةِ وَيُبَاعِدُنِي مِنَ النَّارِ، قَالَ: ((تَعْبُدُ اللَّهَ وَلَا تُشْرِكُ بِهِ شَيْئًا، وَتُقِيمُ الصَّلَاةَ، وَتُؤْتِي الزَّكَاةَ، وَتَصِلُ الرَّحِمَ)).
فهنا قد اختلفوا في «محمد بن عبد الله بن نمير» فكان ضمن رواه الحديث في صحيح مسلم، ولم يكن في مستخرج أبو عوانة.
كما اختلفوا في اللفظ.

## أمثلة من المستخرجات

### المستخرجات على صحيح البخاري
منها:
1- مستخرج أبي بكر الإسماعيلي الجرجاني المتوفى سنة (371 هـ).
2- مستخرج أبي بكر البرقاني المتوفى سنة (425 هـ).
3- مستخرج أبي أحمد محمد بن أحمد الغطريفي المتوفى سنة (377 هـ).
4- مستخرج أبي عبد الله محمد بن العباس المعروف بـابن أبي ذهل الهروي المتوفى سنة (378 هـ).
5- مستخرج أبي بكر بن مردويه الأصبهاني الكبير صاحب التاريخ والتفسير المسند، المتوفى سنة (416 هـ).

### المستخرجات على صحيح مسلم
منها:
1- مستخرج أبي عوانة يعقوب بن إسحاق الاسفرائيني، المتوفى سنة (316 هـ)، روى فيه عن يونس بن عبد الأعلى وغيره من شيوخ مسلم.
2- مستخرج أبي بكر محمد بن محمد بن رجاء النيسابوري، توفي سنة (286 هـ)، ويشارك الإمام مسلم في أكثر شيوخه.
3- المسند الصحيح لأبي بكر محمد بن عبد الله الجوزقي النسيابوري، المتوفى سنة (388 هـ)، وجوزق قرية من قرى نيسابور.
4- مستخرج أحمد بن سلمة النيسابوري البزار، المتوفى سنة (286 هـ)، وهو رفيق مسلم في الرحلة إلى بلخ والبصرة.
5- مستخرج أبي جعفر أحمد بن أحمد بن حمدان النيسابوري، (م 311 هـ).
6- كتاب أبي حامد الشاذلي الفقيه الشافعي الهروي، يروي عن أبي يعلى الموصلي (م 355 هـ).
7- المسند المستخرج على مسلم لأبي نعيم أحمد بن عبد الله الأصبهاني (م 432 هـ).
8- المسند المخرج على صحيح مسلم للإمام أبي الوليد حسان بن محمد القرشي.

### المستخرجات على الصحيحين
ومنها.:
1- مستخرج محمد بن يعقوب الشيباني النيسابوري المعروف بابن الأخرم، المتوفى سنة (344 هـ).
2- مستخرج أبي ذر الهروي، المتوفى سنة (434 هـ).
3- مستخرج أبي محمد البغدادي، المعروف بالخلَّال، المتوفى سنة (439 هـ).
4- مستخرج أبي علي الماسرجسي النيسابوري، المتوفى سنة (365 هـ)، أسلم جده ماسرجس - وكان نصرانيـًا ـ على يد عبد الله بن المبارك.
5- مستخرج أبي نعيم أحمد بن عبد الله الأصفهاني، المتوفى (430 هـ).
6- مستخرج أبي بكر بن منجويه (م 428 هـ).
7- مستخرج أبو مسعود، سليمان بن إبراهيم الأصبهاني (م 428 هـ).
8- مستخرج كأبي بكر بن عبدان الشيرازي المتوفى سنة (388 هـ).

### مستخرجات أبي داوود السجستاني
1- مستخرج قاسم بن أصبع (م 340 هـ).
2- مستخرج أبي بكر بن منجويه.
3- مستخرج أبي عبد الله محمد بن عبد الملك بن أيمن القرطبي (م 330 هـ).

### مستخرجات سنن الترمذي
1- مستخرج أبي بكر بن منجويه (م 428 هـ).
2- مستخرج أبي علي الحسن بن علي بن نصر الخراساني الطومي (م 312 هـ).
3- مستخرج أبي علي الطوسي رحمه الله على سنن الترمذي.

### مستخرجات أخرى
1- مستخرج أبي نعيم الأصبهاني رحمه الله على معرفة علوم الحديث، لأبي عبد الله الحاكم رحمه الله. وقد أبقى أشياءَ للمتعقب.
2- مستخرج أبي نعيم الأصفهاني على كتاب التوحيد لابن خزيمة.
3- مستخرج العراقي على المستدرك (لكنه لم يتم).
4- المستخرج في الحديث لأبي قاسم، عبد الرحمن بن محمد بن إسحاق بن مندة (م 470 هـ) جمعه من كتب الناس واستخرجه للتذكرة.
5- نصب الراية لأحاديث الهداية، تأليف جمال الدين أبي محمد عبد الله بن يوسف الزيلعي الحنفي، المتوفى سنة (762 هـ)، خرج فيه أحاديث كتاب الهداية في الفقه الحنفي لمؤلفه علي بن أبي بكر المرغيناني، المتوفى سنة (593 هـ).
6- المغني عن حمل الأسفار في الأسفار في تخريج ما في الإحياء من الأخبار، تأليف عبد الرحيم بن الحسين العراقي (ت 806 هـ)، وهو شيخ ابن حجر، وأوحد زمانه في علم الحديث.
7- التلخيص الحبير في تخريج أحاديث الرافعي الكبير، تأليف ابن حجر، خرج فيه أحاديث الشرح الكبير للرافعي الذي شرح به كتاب الوجيز في فقه الشافعي للإمام الغزالي، ولخص في تخريجه هذا كتبـًا عدة صنفت قبله في تخريج أحاديث الشرح الكبير، وأفاد كذلك من نصب الراية للزيلعي.
8- تخريج أحاديث تفسير الكشاف، تأليف جمال الدين أبي محمد عبد الله بن يوسف بن محمد الزيلعي، المتوفى بالقاهرة سنة (762 هـ).
9- الكافي الشاف في تخريج أحاديث الكشاف، تأليف ابن حجر العسقلاني لخصه من تخريج الزيلعي، وزاد عليه ما أغفله من الأحاديث المرفوعة، والآثار الموقوفة.
10- تحفة الراوي في تخريج أحاديث البيضاوي، وهو تخريج أحاديث تفسير البيضاوي، وهذا الكتاب للشيخ عبد الرؤوف المناوي وللشيخ محمد همات زاده بن حسن همات زاده المحدث المتوفى سنة (1175 هـ)، ولغيرهما.
11- الحاوي في بيان آثار الطحاوي، قام فيه مؤلفه بتخريج أحاديث شرح معاني الآثار للطحاوي، وعزا فيه كل حديث إلى الكتب المشهورة، وبيَّن الصحيح من الضعيف.
12- تخريج أحاديث الأذكار للنووي والأربعين له، للإمام ابن حجر، أما بالنسبة لكتاب الأذكار فيه فلم يكمله، إنما قام بذلك تلميذه السخاوي .
13- مناهل الصفا في تخريج أحاديث الشفا، للسيوطي، قام فيه بتخريج أحاديث الشفاء للقاضي عياض .
14- تحفة المحتاج إلى أحاديث المنهاج، لابن الملقن.
15- تخريج أحاديث المختصر لابن الحاجب في الأصول، لابن حجر، وابن الملقن ومحمد بن أحمد بن عبد الهادي المقدسي المتوفى سنة (724 هـ).
16- هداية الرواة إلى تخريج أحاديث المصابيح والمشكاة، للإمام ابن حجر، خرج فيه أحاديث المصابيح للبغوي، والمشكاة للتبريزي.

## أوصاف المستخرجات
1- لا يلتزم المؤلف موافقة الكتاب الأصلي في لفظ الحديث، فهو يروي بالفظ الذي يسمعه من شيخه، لذا يحتمل تفاوت الألفاظ بين الكتاب المستخرج والكتاب الأصلي. ولذلك قال السيوطي في التدريب أنَّه لا ينبغي لمن ينقل حديثًا من المستخرج أن ينسبه للكتاب الأصلي، إلا إن كانا متماثلين باللفظ.
2- لم يكن مؤلفوها يتحرون فيها الصحة، إنما كان كُل قصدهم العلو.
3- قد يسقط مؤلف المستخرج أحاديث لا يجد لها سندًا يضيفه.

## فوائد المستخرج
تعددت فوائد المستخرجات، ولعل أهمها.:
1- علو الإسناد.
2- الزيادة على الصحيح.
3- تقوية الحديث بكثرة طرق وصول الحديث، ويفيد هذا في الترجيح عند المعارضة.
4- في حال كان مؤلف الكتاب الأصلي روى حديثًا عن شخص قد اختلط في آخر عمره، ولم يبين المؤلف هل كان اختلاطه قبل رواية الحديث أم بعدها، يقوم بذلك المستخرج.
5- أن يكون هنالك حديث في الصحيح مرويٌ عن شخصٍ مدلس بالعنعنة، فيقوم المستخرج بروايته بالتصريح بالسماع.
6- أن يكون هنالك حديث في الكتاب الأصلي مرويٌ عن شخصٍ مبهم (عن فلان، عن رجل، عن غير واحد) فيقوم المستخرج بتعيين ذلك الشخص.
7- تحديد الاسم أكثر. فمثلًا قد يروى في الكتاب الأصلي عن شخص اسمه «أحمد» دون تعيين أي أحمد منهم، فيقوم المستخرج بنسبه.
8- فائدة إزالة العلل عن بعض الأحاديث في الكتاب الأصلي، فمثلًا قد يكون هنالك علة تلحق حديثًا ما في الكتاب الأصل، ولا تكون هذه العلة موجودة في نفس الحديث في الكتاب المستخرج، فتنتفي العلة.